# Ankanahalli, Heggadadevankote
Ankanahalli là một làng thuộc tehsil Heggadadevankote, huyện Mysore, bang Karnataka, Ấn Độ.